# Vrbovac (Sokobanja)
Vrbovac (em cirílico: Врбовац) é uma vila da Sérvia localizada no município de Sokobanja, pertencente ao distrito de Zaječar, na região de Banja. A sua população era de 466 habitantes segundo o censo de 2011.

## Demografia
| 1948 | 1953 | 1961 | 1971 | 1981 | 1991 | 2002 | 2011 |
| ---- | ---- | ---- | ---- | ---- | ---- | ---- | ---- |
| 1024 | 1065 | 1015 | 1000 | 941  | 814  | 598  | 466  |